# Don Lee
 (avril 2019).
Si vous disposez d'ouvrages ou d'articles de référence ou si vous connaissez des sites web de qualité traitant du thème abordé ici, merci de compléter l'article en donnant les références utiles à sa vérifiabilité et en les liant à la section « Notes et références ».
Pour les articles homonymes, voir Lee.
Don Lee, né en 1959 à Tokyo, au Japon, est un écrivain américain d'origine coréenne, auteur de roman policier.

## Biographie
Fils d'un diplomate du département d'État américain, il passe son enfance à Tokyo et Séoul.
Il fait des études supérieures à l'université de Californie à Los Angeles, où il obtient un baccalauréat en littérature anglaise, et au Emerson College, où il décroche une maîtrise en écriture créative. Il devient enseignant en écriture créative au Macalester College, à l'université de l'Ouest du Michigan, puis à l'université Temple.
En 2004, il publie son premier roman Country of Origin pour lequel il est lauréat du prix Edgar-Allan-Poe 2005 du meilleur premier roman.

## Œuvre

### Romans
- Country of Origin (2004)
- Wrack and Ruin (2008)
- The Collective (2012)

### Recueil de nouvelles
- Yellow (2002)

### Nouvelles
- The Price of Eggs in China (2000)
- The Curse of the Crimson Djinn (2008)

## Prix et distinctions

### Prix
- Prix Edgar-Allan-Poe 2005 du meilleur premier roman pour Country of Origin[1]
- American Book Awards 2005 pour Country of Origin[2]